# FCディミトロヴグラト
フトボレン・クルブ・ディミトロヴグラト（ブルガリア語: Футболен клуб Димитровград）は、ブルガリアのディミトロヴグラトを本拠地とするサッカークラブ。
ホームスタジアムはディミトロヴグラトのミヌオル・スタジアムで収容人数は1万人。クラブカラーは青と黄色である。

## 歴史
1967年、ライバル関係にあったFCヒミクとFCミヌオルが合併し、FCディミトロヴグラトとなった。1986年にクラブ史上初めて1部昇格をしたものの1986-87シーズンで僅か8試合しか勝つことが出来ず最下位の16位に沈み降格した。
2000-01シーズンはFCシエラの名でアマチュアカップを制した。

## タイトル
- アマチュアクラブ杯: 2000-01
- B PFG

準優勝: 1978-79, 1985-86

## 歴代所属選手
- ペタル・ジェコフ 1962-63
- ヴィクトル・ブラトフ 1993